# Justin Wright
Justin Charles Wright (Sacramento, 8 marzo 1981 – Emeryville, 18 marzo 2008) è stato un animatore, disegnatore e sceneggiatore statunitense.
Ha lavorato in Pixar per poco più di un anno fino alla sua morte.
Il lungometraggio di animazione WALL•E è dedicato alla sua memoria con una segnalazione nei titoli di coda.

## Biografia
Nato con alcuni difetti congeniti al cuore, Wright subisce un trapianto cardiaco all'età di 12 anni. Un anno dopo il trapianto viene selezionato dalla Make-a-Wish Foundation per la realizzazione del desiderio di visitare la Pixar Animation Studios.
Dopo essersi diplomato alla Sacramento Adventist Academy nel 1999, frequenta per un paio d'anni il Pacific Union College per poi laurearsi al California Institute of the Arts di Valencia.
Lavorando in Pixar, partecipa alla realizzazione del film Ratatouille (2007) disegnando la sequenza animata dei titoli di coda. Disegna anche la story board di WALL•E (2008) e contribuisce alla sceneggiatura del cortometraggio Presto (2008).
Nella serata di martedì 18 marzo 2008, ha un infarto negli studi Pixar e muore in ospedale poche ore più tardi a soli 27 anni.

## Filmografia

### Animatore
- Ratatouille, regia di Brad Bird (2007)
- Cars Toons (Cars Toons: Mater's Tall Tales) – serie animata, episodi 1x01-1x02-1x03 (2008)
- Toy Story 3 - La grande fuga (Toy Story 3), regia di Lee Unkrich (2010)

### Disegnatore
- WALL•E, regia di Andrew Stanton (2008)

### Sceneggiatore
- Presto, regia di Doug Sweetland – cortometraggio (2008)